# Casal Rectoral de la Casa de la Pietat
La Casal Rectoral de la Casa de la Pietat és una obra barroca de Vic (Osona) inclosa a l'Inventari del Patrimoni Arquitectònic de Catalunya.

## Descripció

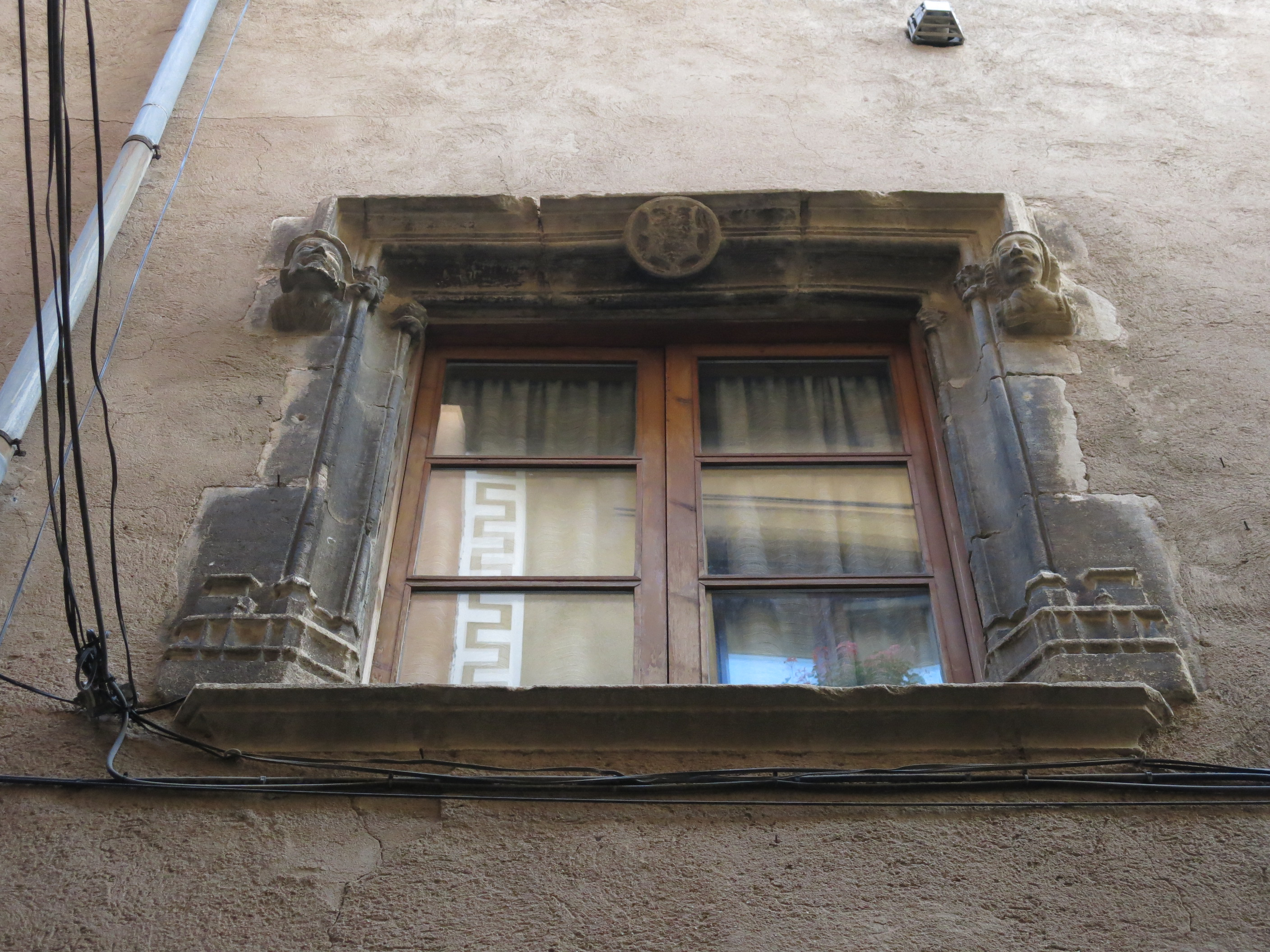
Finestra amb columnes, caps esculpits i escut

Casa rectoral adossat a l'església de la Pietat. La façana segueix el traçat del carrer de Sant Sadurní que s'obre vers la plaça del Paradís. La façana segueix un eix de composició molt irregular tant pel que fa a la distribució d'obertures com a l'alçada. La part adossada a l'església consta de planta baixa i tres pisos amb grans finestrals, un d'ells amb llinda conopial. A la part més estreta del carrer, l'edifici presenta una planta baixa, primer pis i golfes. A la planta d'aquest sector s'hi obre un gran portal adovellat de pedra. Cal destacar al primer pis una finestra amb columnes i caps esculpits que s'uneixen al trencaaigües amb l'escut al mig. Al costat hi ha una altra finestra conopial. A sota la teulada hi ha unes golfes i la coberta és amb bigues de fusta i teula àrab. Els ràfecs de la resta de l'edifici tenen decoracions amb teula. L'estat de conservació és bo. L'interior conserva un bonic coll de pou i també cal remarcar un aiguamans, fet amb una lauda romana, i un frontal de ceràmica vidriada al mur on s'adossa.

## Història
El lloc on es va erigir l'església de la Pietat ha estat un centra de culte continuat. Segons la tradició, al 1050, s'hi van trobar les relíquies de Sant Llucià i de Sant Marcià, patrons històrics de la ciutat de Vic. Sembla, doncs, que a partir de la troballa, en el segle xii s'hi va construir l'església de Sant Sadurní, la portalada de la qual encara es conserva al mur Oest. El 1427 el Consell de la partida de Montcada decidí reformar la capella que havia estat malmesa pels terratrèmols. Fou el 1454 quan es començaren les obres de la nova església, dedicada a la Mare de Déu de la Pietat i comunicada a la Sant Sadurní per mitjà d'una gran arcada. El traçat barroc de l'església es deu a les obres del 1630, dirigides per la família Morató. El 1664, un cop obrada la façana es va començar a enllosar el paviment i construir la casa del sagristà. L'església, però, fou parròquia fins al 1877-1878, ja que hi ha aquell moment, i malgrat peticions continuades al Sr. Bisbe, la catedral exercí les funcions parroquials de tota la ciutat. L'1 d'octubre del 1877 es va anomenar el primer ecònom per la nova parròquia de la Pietat. Al crear-ne la parròquia, l'església estava molt deteriorada i una part romandria tancada al públic, així que s'encomanà a l'arquitecte J. Artigas que fes un projecte de reparació. Durant la Guerra Civil, l'església fou transformada en magatzem i es varen destrossar molts altars.